# Mauritian Super League
De Mauritian Super League, ook bekend onder de naam Barclays League, is de hoogste voetbaldivisie van de eilandengroep Mauritius. De competitie werd opgericht in 1935, lang voor de onafhankelijkheid van het land.

## Naamswijzigingen clubs
Oorspronkelijk waren de clubs voornamelijk uit etnische of religieuze groeperingen afkomstig. Zo was Fire Brigade SC een Creoolse club, Sunrise Flacq United een Tamil club, Cadets Club Quatre Bornes een hindoe club en Scouts Club Port Louis een moslim club. Nadat in 2000 dit tot grote ongeregeldheden leidde, besloot de voetbalbond van Mauritius, in samenspraak met de clubs, om hiervan af te stappen en over te gaan tot regionale en/of plaatselijke clubs. Dit leidde tot een reeks van fusies en naamswijzigingen in 2000.
| Oude naam                                                  | Nieuwe naam                    |
| ---------------------------------------------------------- | ------------------------------ |
| Fire Brigade SC Real Pamplemousses                         | Pamplemousses SC               |
| Faucon Flacq SC                                            | Flacq SC                       |
| Police Club Port Louis                                     | Police Club Vacoas             |
| Scouts Club Port Louis                                     | Port Louis SC                  |
| Cadets Club Quatre Bornes                                  | Quatre Bornes FC               |
| Sunrise Flacq United                                       | Olympique Moka                 |
| Roche Bois Boy Scouts Century Welfare AS St. Martin United | AS Port-Louis 2000             |
| Curepipe Cosmos                                            | Curepipe Starlight SC          |
| Preston FC St. Benoit                                      | Black River FC (Rivière Noire) |
| Mahébourg United                                           | Grand Port United (Mahébourg)  |
| Ste. Brigitte                                              | AS Quatre Bornes               |

Fusies en naamwijzigingen van latere datum zijn:
| Oude naam                                 | Nieuwe naam               |
| ----------------------------------------- | ------------------------- |
| Quatre Bornes FC Sodnac FC                | Sodnac Bornes FC          |
| Vacoas-Phoenix FC Pointe-aux-Sables Mates | Port Louis Red Star Mates |

## Kampioenen
- 1935 : Curepipe SC
- 1936 : Garrison SC
- 1937 : Garrison SC
- 1938 : FC Dodo
- 1939 : FC Dodo
- 1940 : geen kampioenschap
- 1941 : geen kampioenschap
- 1942 : Fire Brigade SC
- 1943 : geen kampioenschap
- 1944 : FC Dodo
- 1945 : FC Dodo
- 1946 : FC Dodo
- 1947 : Collège St. Esprit
- 1948 : FC Dodo
- 1949 : Faucons
- 1950 : Fire Brigade SC
- 1951 : FC Dodo
- 1952 : geen kampioenschap
- 1953 : FC Dodo
- 1954 : Faucons
- 1955 : Faucons
- 1956 : geen kampioenschap
- 1957 : FC Dodo & Faucons
- 1958 : Faucons
- 1959 : FC Dodo
- 1960 : geen kampioenschap
- 1961 : Fire Brigade SC
- 1962 : Police Club
- 1963 : Racing Club
- 1964 : FC Dodo
- 1965 : Police Club
- 1966 : FC Dodo
- 1967 : Police Club
- 1968 : FC Dodo
- 1969 : geen kampioenschap
- 1970 : geen kampioenschap
- 1971 : Police Club
- 1972 : Police Club
- 1973 : Fire Brigade SC
- 1974 : Fire Brigade SC
- 1975 : Hindu Cadets
- 1976 : Muslim Scouts Club
- 1976/77 : Hindu Cadets
- 1977/78 : Racing Club
- 1978/79 : Hindu Cadets
- 1979/80 : Fire Brigade SC
- 1980/81 : Police Club
- 1981/82 : Police Club
- 1982/83 : Fire Brigade SC
- 1983/84 : Fire Brigade SC
- 1984/85 : Fire Brigade SC
- 1985/86 : Cadets Club
- 1986/87 : Sunrise Flacq United
- 1987/88 : Fire Brigade SC
- 1988/89 : Sunrise Flacq United
- 1989/90 : Sunrise Flacq United
- 1990/91 : Sunrise Flacq United
- 1991/92 : Sunrise Flacq United
- 1992/93 : Fire Brigade SC
- 1993/94 : Fire Brigade SC
- 1994/95 : Sunrise Flacq United
- 1995/96 : Sunrise Flacq United
- 1996/97 : Sunrise Flacq United
- 1997/98 : Scouts Club
- 1998/99 : Fire Brigade SC
- 2000 : geen kampioenschap
- 2000/01 : Olympique de Moka
- 2002 : AS Port-Louis 2000
- 2003 : AS Port-Louis 2000
- 2003/04 : AS Port-Louis 2000
- 2004/05 : AS Port-Louis 2000
- 2005/06 : Pamplemousses SC
- 2006/07 : Curepipe Starlight SC
- 2007/08 : Curepipe Starlight SC
- 2008/09 : Curepipe Starlight SC
- 2010 : Pamplemousses SC
- 2011 : AS Port-Louis 2000
- 2011/2012 : Pamplemousses SC
- 2012/2013 : Curepipe Starlight SC
- 2013/2014 : Cercle de Joachim SC
- 2014/2015 : Cercle de Joachim SC
- 2015/2016 : AS Port-Louis 2000
- 2016/2017 : Pamplemousses SC
- 2017/2018 : Pamplemousses SC
- 2018/2019 : Pamplemousses SC
- 2019/2020 : geen kampioenschap
- 2020/2021 : geen kampioenschap
- 2021/2022 : geen kampioenschap
- 2022/2023 : GRSE Wanderers SC
- 2023/2024 : Cercle de Joachim SC